# Нерозподілений прибуток (непокритий збиток)
Нерозподілений прибуток — це частина чистого прибутку, яка залишається у розпорядженні підприємства після виплати доходів власникам у вигляді дивідендів, формування резервного капіталу, поповнення статутного капіталу та використання на інші потреби.
В окремих випадках підприємства в результаті своєї діяльності зазнають збитків. Сума непокритого збитку зменшує власний капітал.
Нерозподілений прибуток поділяється на асигновану й неасигновану частини:
- асигнована частина має певне цільове призначення (наприклад, для фінансування розвитку підприємства, проведення цільових програм тощо);
- неасигнована частина не має конкретного призначення.

У зарубіжних корпораціях часто встановлюються обмеження, які накладаються на суму нерозподіленого прибутку. Такі обмеження тимчасово виділяють певну суму нерозподіленого прибутку, яка б могла бути виплачена у вигляді дивідендів. Коли обмеження знімаються, ця сума може бути сплачена у вигляді дивідендів та використана на інші потреби.
Обмеження нерозподіленого прибутку можуть бути добровільними або вимушеними. Одним з найпоширеніших добровільних обмежень є обмеження на нерозподілений прибуток з метою розширення матеріально-технічної бази підприємства. Це обмеження може бути зняте керівництвом товариства в будь-який момент.
Використовують різні терміни для визначання реінвестованого прибутку. Американський інститут присяжних бухгалтерів рекомендує такі визначення реінвестованого прибутку у підприємство: "нерозподілений дохід", "нерозподілений прибуток", "акумульований прибуток" або "прибуток, залишений для використання в бізнесі".
Наявність нерозподіленого прибутку свідчить, що активи підприємства будуть збільшені за рахунок операцій, за якими одержано прибуток. Кредитове сальдо субрахунка "Прибуток нерозподілений" також не означає, що грошові кошти або будь-який інший конкретний вид активів реінвестовано в підприємство. Прибуток вважається реінвестованим, якщо активи підприємства в цілому збільшились.
Нерозподілений прибуток чи непокритий збиток поточного та минулих років, а також прибуток, використаний у поточному році, обліковують на рахунку бухгалтерського обліку № 44 «Нерозподілені прибутки (непокриті збитки)».